# Rickard Johansson (1891–1942)
Karl Rickard Johansson, född 30 mars 1891 i Tveta församling, Värmlands län, död 8 juli 1942 i Säffle församling, Värmlands län, var en svensk folkmusiker.  

## Biografi
Rickard Johansson föddes 1891 i Tveta socken. Han började vi 10 års ålder att spela fiol för spelmannen Karl Pettersson "Kalle på Mon" i Dottebol. Johansson lärde sig några melodier av spelmannen Johannes Kihlström i Tonerudstorp, Tveta socken. Han har bland annat deltagit i spelmanstävlingar i Arvika, Karlstad, Åmål och Göteborg. Johansson avled 1942 i Säffle.

## Upptecknade låtar
1915 upptecknade Axel Boberg följande låtar efter Rickard Johansson:
- Polska i A-dur, efter Johannes Svensson i Fjället, Åmål.[3]
- Polska i G-dur, efter Johannes Kihlström.[3]
- Vals i C-dur, efter Gustaf Larsson i Lerbyn, Tveta socken.[3]
- Vals i D-dur, efter Gustaf Larsson i Lerbyn, Tveta socken.[3]
- Polska "Näsbopolskan" i D-dur, efter Gustaf Larsson i Lerbyn, Tveta socken.[3]
- Polska i D-dur, efter Johan Johansson i Norra Björketjänr, Långseruds socken.[3]

1920 upptecknade Dan Danielsson följande låtar efter Rickard Johansson:
- Polska "Dalbackapolskan" i A-dur.[3]
- Polska i A-dur, efter Kalle på Mon.[3]
- Polska i D-dur, efter Johannes Kihlström.[3]
- Vals i G-dur, efter Johannes Kihlström.[3]
- Polska "Moss Orren" i D-dur.[3]
- Vals i G-dur, efter Prästbols Gustaf i Frykeruds socken.[3]
- Vals i D-dur, efter Prästbols Gustaf i Frykeruds socken.[3]

1927 upptecknade Olof Andersson följande låtar efter Rickard Johansson:
- Polska i D-dur, efter Johannes Kihlström.[3]
- Vals "Svinvalsen" i Bb-dur.[3]
- Vals "Fiskens vals" i D-dur, efter skogsvaktaren Leonard Fisk "Fisken i Valleberg" i Valleberg.[3]
- Polska i F-dur, efter Edvin Andersson i Kila socken.[3]